# Příbram
Pour les articles homonymes, voir Pribram.
Příbram (en allemand Pribram ou Przibram, Pibrans de 1939 à 1945, autrefois Freiberg in Böhmen) est une ville de la Bohême-Centrale (Tchéquie), et le chef-lieu du district de Příbram. Sa population s'élevait à 32 773 habitants en 2025.

## Géographie
Příbram se trouve à 46 km à l'est de Plzeň et à 54 km au sud-ouest de Prague.
La commune est limitée par Lhota u Příbramě et Trhové Dušníky au nord, par Dubno, Háje, Milín et Lešetice à l'est, par Lazsko, Milín et Třebsko au sud, et par Narysov, Bohutín, la zone militaire de Brdy et Podlesí à l'ouest. Sa superficie est de 36,10 km2,.

## Histoire
La première mention de la ville date de 1216 ; elle fait état de la possession du lieu par l'évêché de Prague. Durant les guerres hussites, au XVe siècle, la ville est du côté des réformateurs protestants et est envahie et pillée par les armées catholiques. La richesse de Příbram provient des mines d'argent qui y sont exploitées et qui lui valent des privilèges royaux.
Jusqu'en 1918, la ville de Pribram - Příbram (Przibram en 1850) fait partie de la monarchie autrichienne (empire d'Autriche), puis Autriche-Hongrie (Cisleithanie après le compromis de 1867), chef-lieu du district de même nom, l'un des 94 Bezirkshauptmannschaften de Bohême.

## Population
Recensements (*) ou estimations de la population de la commune dans ses limites actuelles :
| 1869*  | 1880*  | 1890*  | 1900*  | 1910*  | 1921*  |
| ------ | ------ | ------ | ------ | ------ | ------ |
| 14 051 | 16 952 | 21 081 | 21 767 | 20 826 | 17 703 |

| 1930*  | 1950*  | 1961*  | 1970*  | 1980*  | 1991*  |
| ------ | ------ | ------ | ------ | ------ | ------ |
| 15 464 | 13 614 | 26 803 | 29 993 | 35 123 | 36 898 |

| 2001*  | 2011*  | 2016   | 2017   | 2018   | 2019   |
| ------ | ------ | ------ | ------ | ------ | ------ |
| 35 886 | 33 084 | 33 058 | 32 897 | 32 867 | 32 642 |

| 2020   | 2021   | 2022   | 2023   | 2024   | 2025   |
| ------ | ------ | ------ | ------ | ------ | ------ |
| 32 503 | 32 248 | 31 651 | 32 743 | 32 992 | 32 773 |

## Économie
- mines d'argent (épuisées)
- mines d'uranium

## Personnalités liées à la ville
- Karel Domin (1882-1953), homme politique et botaniste, y a fait ses études.
- František Drtikol (1883-1961), photographe.
- Evžen Sokolovský (1925-1998), metteur en scène, né à Příbram.
- Pavel Juracek (1935-1989), réalisateur et scénariste.
- Martin Myšička (1970), acteur né à Příbram.
- František Rajtoral (1986-2017), footballeur.

## Transports
Par la route, Příbram se trouve à 52 km de Písek, à 60 km de Plzeň et à 60 km de Prague.

## Jumelages
- Hoorn (Pays-Bas)
- Villerupt (France)
- Anor (France)
- Tchekhov (Russie) depuis 2004
- Freiberg (Allemagne)
- Kežmarok (Slovaquie)
- Königs Wusterhausen (Allemagne)
- Altötting (Allemagne)

## Galerie d'images

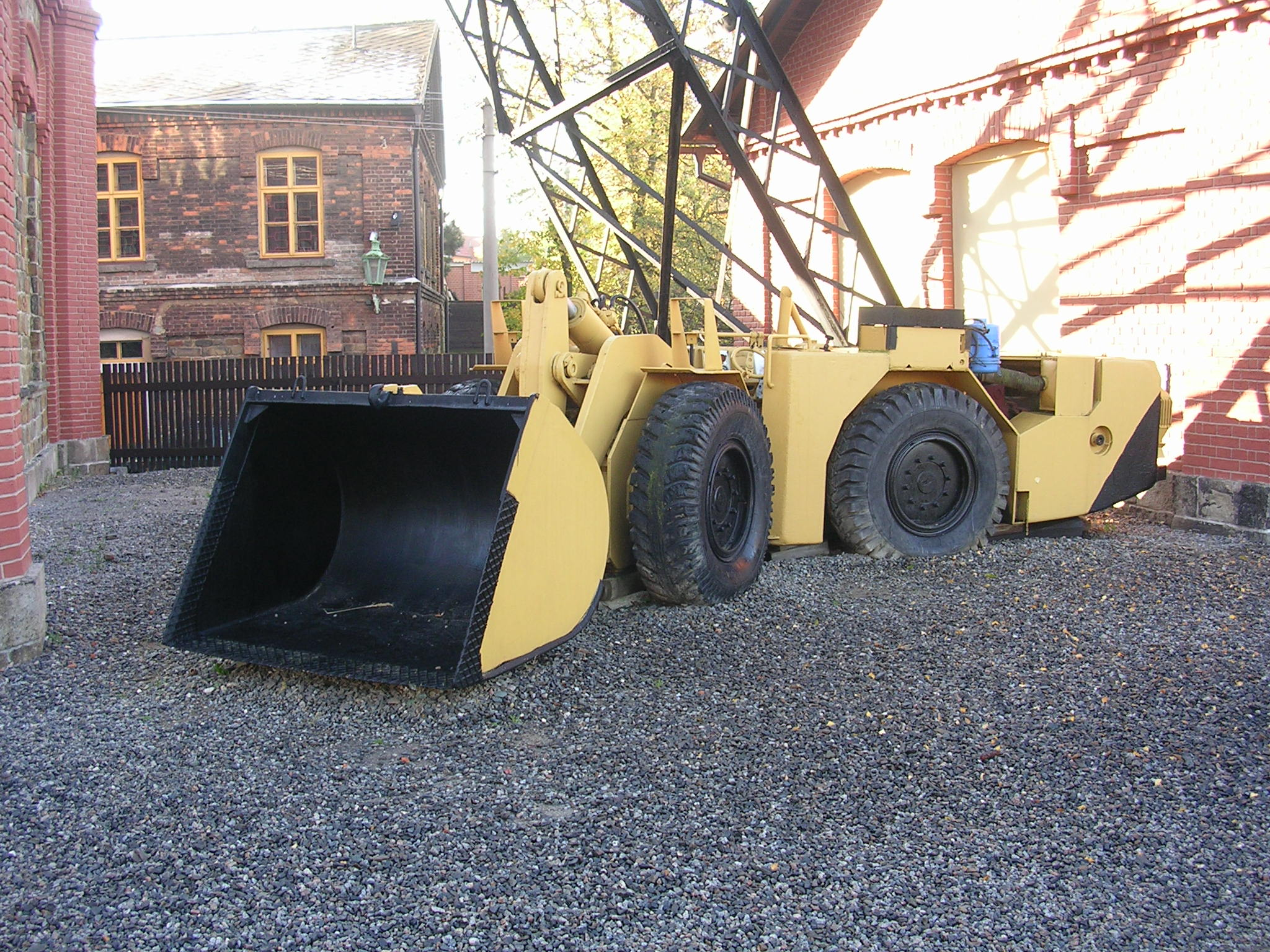
Musée de la mine de Příbram